# Kurubarahalli, Srinivaspur
Kurubarahalli là một làng thuộc tehsil Srinivaspur, huyện Kolar, bang Karnataka, Ấn Độ.